# Larandopsis jharnae
Larandopsis jharnae är en insektsart som beskrevs av Bhowmik 1981. Larandopsis jharnae ingår i släktet Larandopsis och familjen syrsor. Inga underarter finns listade i Catalogue of Life.